# Struwe-Eisenbahnbrücke
Die Struwe-Eisenbahnbrücke (ukrainisch міст А. Є. Струве, russisch Мост Струве) war eine über den Dnepr führende Gitterträgerbrücke in Kiew. Sie verband Kiew mit den nordöstlichen Provinzen des Russischen Reiches, Moskau und Sankt Petersburg.
Die erste Ganzmetall-Eisenbahnbrücke über den Dnepr hatte 11 Pfeiler und 12 Öffnungen von jeweils 292 Fuß (89 m) Länge. Sie war im neunzehnten Jahrhundert mit einer Gesamtlänge von 500,4 Saschen (1067,6 m) eine der längsten Brücken des Russischen Kaiserreichs.
Die eingleisige, teils weiß lackierte Brücke wurden von den Zügen mit einer Geschwindigkeit von 15 Meilen pro Stunde überquert.

## Geschichte

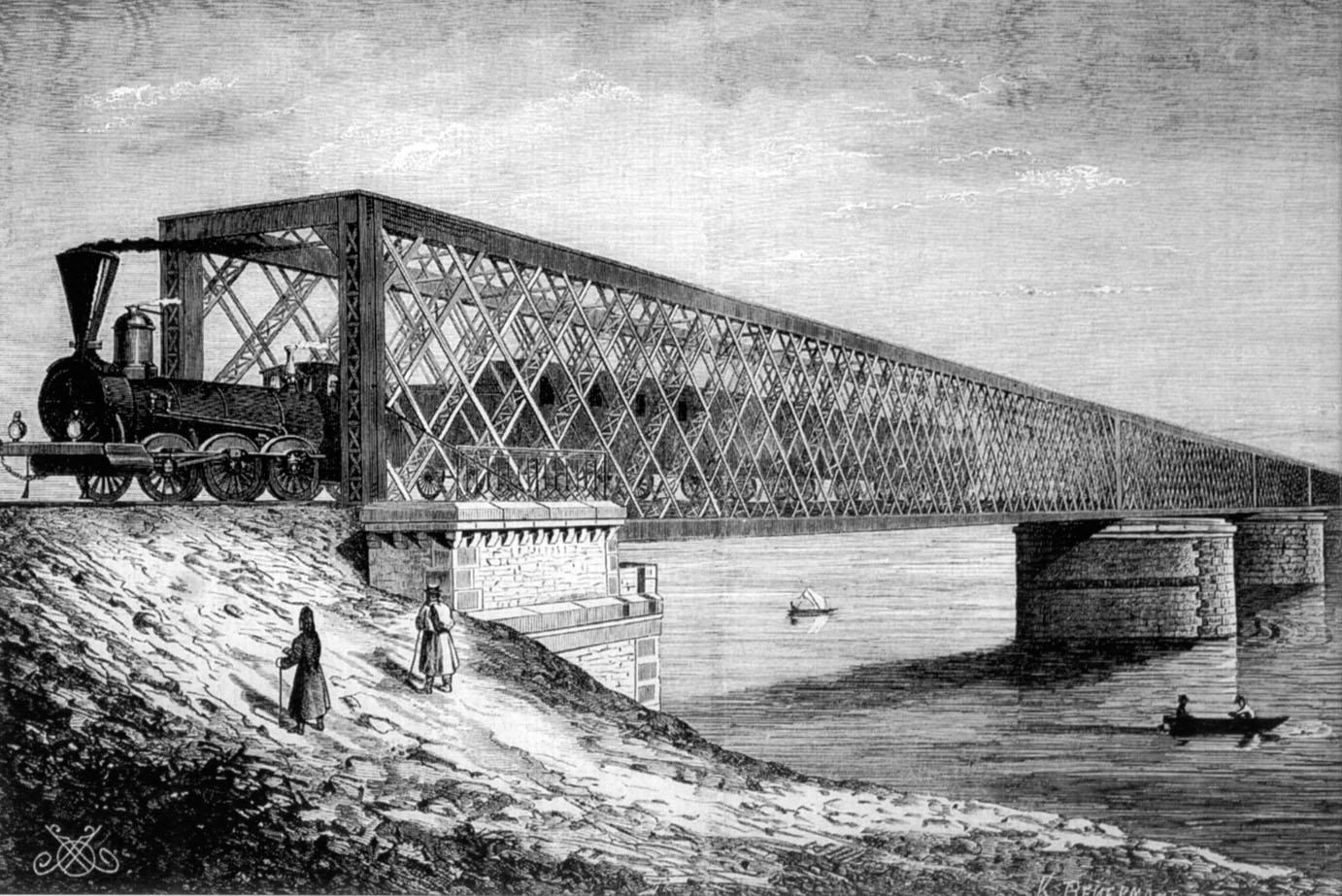
Gesamtansicht der Struwe-Eisenbahnbrücke 1870

Die Brücke wurde zwischen März 1868 und Februar 1870 vom Militäringenieur Amand Jegorowitsch Struwe (1835–1989) im Auftrag von Kaiser Alexander II. erbaut und kostete insgesamt 3,2 Mio. Rubel.
Am 17. Februar 1870 wurde sie durch einen Zug der Kiew-Kursk-Bahn eröffnet und am 4. April 1870 dem planmäßigen Zugverkehr übergeben. Im Juni 1920 wurde die Brücke während des Polnisch-Sowjetischen Krieges von den abziehenden polnischen Truppen gesprengt. Nahe der zerstörten Brücke wurde 1925 die Darnyzkyj-Eisenbahnbrücke errichtet und in den 2010er Jahren die Neue Darnyzkyj-Brücke.